# José Rodolfo Pires Ribeiro
José Rodolfo Pires Ribeiro (Campinas, 6 februari 1992) - alias Dodô - is een Braziliaans voetballer die bij voorkeur als linksback speelt.

## Clubcarrière
Dodô debuteerde in 2007 in het eerste elftal van Corinthians. In mei 2009 werd hij in verband gebracht met een transfer naar Manchester United. In december 2010 leende Corinthians hem voor één seizoen uit aan EC Bahia. Op 2 juli 2012 tekende hij als transfervrije speler een vijfjarig contract bij het Italiaanse AS Roma. Hij debuteerde op 28 oktober 2012 tegen Udinese. Hij startte in de basiself en werd later gewisseld voor Marquinho. Dodô beschikt eveneens over een Portugees paspoort.

## Statistieken
| Seizoen | Club             | Competitie | Duels | Doelp. |
| ------- | ---------------- | ---------- | ----- | ------ |
| 2009    | Corinthians      | Série A    | 4     | 0      |
| 2010    | Corinthians      | Série A    | 0     | 0      |
| 2011    | → EC Bahia       | Série A    | 14    | 1      |
| 2012/13 | AS Roma          | Serie A    | 11    | 0      |
| 2013/14 | AS Roma          | Serie A    | 19    | 0      |
| 2014/15 | → Internazionale | Serie A    | 20    | 0      |
| 2015/16 | → Internazionale | Serie A    | 0     | 0      |
| 2015/16 | → UC Sampdoria   | Serie A    | 17    | 0      |
| 2016/17 | Internazionale   | Serie A    | 0     | 0      |
| 2016/17 | → UC Sampdoria   | Serie A    | 7     | 0      |
| Totaal  | Totaal           | Totaal     | 92    | 1      |